# Superpohár FAČR
De Superpohár FAČR was de Tsjechische supercup, gespeeld tussen de winnaar van de beker, Pohár FAČR en de kampioen van de competitie, 1. česká fotbalová liga. De Tsjechische supercup werd als eerste wedstrijd voor de start van de competitie van het nieuwe seizoen gespeeld. De Superpohár werd voor het eerst gespeeld in 2010 onder de sponsornaam Sazka Tip Superpohár. De twee volgende edities werden afgewerkt onder de sponsornaam Synot Tip Superpohár. Tussen 2013 en 2015 werd niet gespeeld onder een sponsornaam, maar was de supercup bekend als superpohár FAČR. In 2017 werd de opvolger van de Tsjechische supercup, de Česko-slovenský Superpohár, tussen de winnaars van de Tsjechische en Slowaakse beker gespeeld.

## Statistieken

### Wedstrijden
| Editie                    | Datum        | Winnaar 1. česká fotbalová liga | Uitslag                        | Winnaar Pohár FAČR  | Locatie                     |
| ------------------------- | ------------ | ------------------------------- | ------------------------------ | ------------------- | --------------------------- |
| Sazka Tip Superpohár 2010 | 8 juni 2010  | AC Sparta Praag                 | 1 – 0                          | FC Viktoria Pilsen  | Generali Arena, Praag       |
| Synot Tip Superpohár 2011 | 22 juni 2011 | FC Viktoria Pilsen              | 1 – 1 (4 – 2 na strafschoppen) | FK Mladá Boleslav   | Stadion města Plzně, Pilsen |
| Synot Tip Superpohár 2012 | 20 juli 2012 | FC Slovan Liberec               | 0 – 2                          | SK Sigma Olomouc    | Stadion u Nisy, Liberec     |
| Superpohár FAČR 2013      | 12 juli 2013 | FC Viktoria Pilsen              | 2 – 3                          | FK Baumit Jablonec  | Doosan Arena, Pilsen        |
| Superpohár FAČR 2014      | 18 juli 2014 | AC Sparta Praag                 | 3 – 0                          | FC Viktoria Pilsen1 | Generali Arena, Praag       |
| Superpohár FAČR 2015      | 18 juli 2015 | FC Viktoria Pilsen              | 2 – 1                          | FC Slovan Liberec   | Doosan Arena, Pilsen        |

1 Omdat AC Sparta Praag in het seizoen zowel de beker als de competitie gewonnen had, plaatste de verliezend bekerfinalist en vicekampioen, FC Viktoria Pilsen, zich voor de Superpohár FAČR 2014.

### Winnaars
| Club               | Deelname | Winst | Verlies |
| ------------------ | -------- | ----- | ------- |
| FC Viktoria Pilsen | 5        | 2     | 3       |
| AC Sparta Praag    | 2        | 2     | –       |
| SK Sigma Olomouc   | 1        | 1     | –       |
| FK Baumit Jablonec | 1        | 1     | –       |
| FC Slovan Liberec  | 2        | –     | 2       |
| FK Mladá Boleslav  | 1        | –     | 1       |

Bond: FAČR 
 Mannen: Chance liga · Fortuna národní liga · ČFL / MSFL · Lagere voetbaldivisies · MOL Cup · Superpohár FAČR · Česko-slovenský Superpohár · Nationaal voetbalelftal 
 Vrouwen: I. liga žen · Nationaal vrouwenelftal